# 石渡信一
石渡 信一（いしわた しんいち、1945年7月23日 - ）は、日本の生物物理学者。理学博士（名古屋大学）。早稲田大学理工学部教授を経て、同大学名誉教授。元日本生物物理学会会長。山梨県出身。
専門は生物物理学で、特に生物運動システム、1分子モーター力学、収縮系自励振動（SPOC）、染色体分裂機構などを研究。2004年から2005年まで日本生物物理学会会長を務めた。

## 経歴
- 1969年 東京大学理学部物理学科卒業
- 1971年 名古屋大学理学系大学院（物理学専攻）修士課程修了
- 1974年 名古屋大学理学系大学院（物理学専攻）博士課程単位取得満期退学
- 1974年 日本学術振興会奨励研究員（名古屋大学）
- 1975年 理学博士（名古屋大学）
- 1975年 アメリカ筋ジストロフィー協会博士研究員
- 1976年 マサチューセッツ工科大学博士研究員
- 1978年 ボストン生物医学研究所研究員
- 1979年 早稲田大学理工学部物理学科専任講師
- 1981年 同助教授
- 1986年 同教授
- 2004年 日本生物物理学会会長

## 著書
- 1993年 実験生物物理（編，丸善）
- 1997年 生体分子モーターの仕組み（編著，共立出版）
- 2007年 生物物理学ハンドブック（編著，朝倉書店）